# Lieux des tombes des premiers ministres canadiens
 (novembre 2023).
Cet article résume les lieux de sépulture des premiers ministres canadiens.

## Lieux des sépultures despremiers ministres canadiens[1]
| No | Premier ministre            | Date de décès     | Lieu du décès                    | Lieux de la tombe                 | Ville       | Province ou Pays |
| -- | --------------------------- | ----------------- | -------------------------------- | --------------------------------- | ----------- | ---------------- |
| 1  | John A. MacDonald           | 6 juin 1891       | Ottawa                           | Cimetière Cataraqui               | Kingston    | Ontario          |
| 2  | Alexander Mackenzie         | 18 avril 1892     | Toronto                          | Cimetière Lakeview                | Sarnia      | Ontario          |
| 3  | John J. C. Abbot            | 30 octobre 1893   | Montréal                         | Cimetière Mont-Royal              | Montréal    | Québec           |
| 4  | John D. S. Thompson         | 12 décembre 1894  | Château de Windsor (Royaume-Uni) | Cimetière Holy Cross              | Halifax     | Nouvelle-Écosse  |
| 5  | Mackenzie Bowell            | 10 décembre 1917  | Belleville                       | Cimetière de Belleville           | Belleville  | Ontario          |
| 6  | Charles Tupper              | 30 octobre 1915   | Bexleyheath (Royaume-Uni)        | Cimetière Saint John's            | Halifax     | Nouvelle-Écosse  |
| 7  | Wilfrid Laurier             | 17 février 1919   | Ottawa                           | Cimetière Notre-Dame              | Ottawa      | Ontario          |
| 8  | Robert L. Borden            | 10 juin 1937      | Ottawa                           | Cimetière Beechwood               | Ottawa      | Ontario          |
| 9  | Arthur Meighen              | 5 août 1960       | Toronto                          | Cimetière St. Marys               | Saint Marys | Ontario          |
| 10 | William Lyon MacKenzie King | 22 juillet 1950   | Parc de la Gatineau (Québec)     | Cimetière Mount Pleasant          | Toronto     | Ontario          |
| 11 | Richard Bedford Bennett     | 26 juin 1947      | Mickleham (Royaume-Uni)          | Église St. Michael's & All Angels | Mickleham   | Royaume-Uni      |
| 12 | Louis S. Saint-Laurent      | 25 juillet 1973   | Québec                           | Cimetière Saint-Thomas-d'Aquin    | Compton     | Québec           |
| 13 | John G. Diefenbaker         | 16 août 1979      | Ottawa                           | Diefenbaker Canada Centre         | Saskatoon   | Saskatchewan     |
| 14 | Lester B. Pearson           | 27 décembre 1972  | Ottawa                           | Cimetière MacLaren                | Wakefield   | Québec           |
| 15 | Pierre Elliott Trudeau      | 28 septembre 2000 | Montréal                         | Cimetière Saint-Rémi              | Saint-Rémi  | Québec           |
| 16 | John N. W. Turner           | 19 septembre 2020 | Toronto                          | Cimetière Mount Pleasant          | Toronto     | Québec           |